# Xã Monroe, Quận Johnson, Iowa
Xã Monroe (tiếng Anh: Monroe Township) là một xã thuộc quận Johnson, tiểu bang Iowa, Hoa Kỳ. Năm 2010, dân số của xã này là 562 người.